# Doleschallia donus
Doleschallia donus är en fjärilsart som beskrevs av Hans Fruhstorfer 1915. Doleschallia donus ingår i släktet Doleschallia och familjen praktfjärilar. Inga underarter finns listade i Catalogue of Life.